# Praça do Marquês de Pombal (Póvoa de Varzim)
A Praça do Marquês de Pombal é uma praça no Centro da cidade da Póvoa de Varzim em Portugal. Na praça funciona o mercado público da Póvoa de Varzim onde se faz o comércio produtos frescos de origem local, nomeadamente do mar e campos agrícolas do município da Póvoa de Varzim. 

## História
A praça foi construída entre a antiga Estrada Real e a Rua da Silveira (da qual, hoje resta uma pequena porção que se denomina Rua Rocha Peixoto).
Em 1903, a Praça é uma das passagens dos carros americanos, que vêm da Praça do Almada, que pela Avenida Mouzinho de Albuquerque tem como destino a Rua dos Banhos e o Passeio Alegre. 
O mercado público (feira) diário da Póvoa de Varzim é conhecido entre os poveiros, ainda hoje, como "Praça" e conheceu várias localizações até à sua localização presente na Praça do Marquês de Pombal. Passou pela Rua da Praça e no Campo da Feira, junto ao Pelourinho, topo poente da Praça do Almada até ao Largo de São Roque. Porque se entendia que a feira tirava dignidade à praça central da cidade, a Câmara Municipal decide a sua transferência para o Campo das Cobras em 1900, tendo adquirido esse espaço em 1893 para o efeito. O Campo das Cobras localizava-se onde está hoje a Escola dos Sininhos no quarteirão formado pela Rua Santos Minho com a Rua Manuel Silva. 

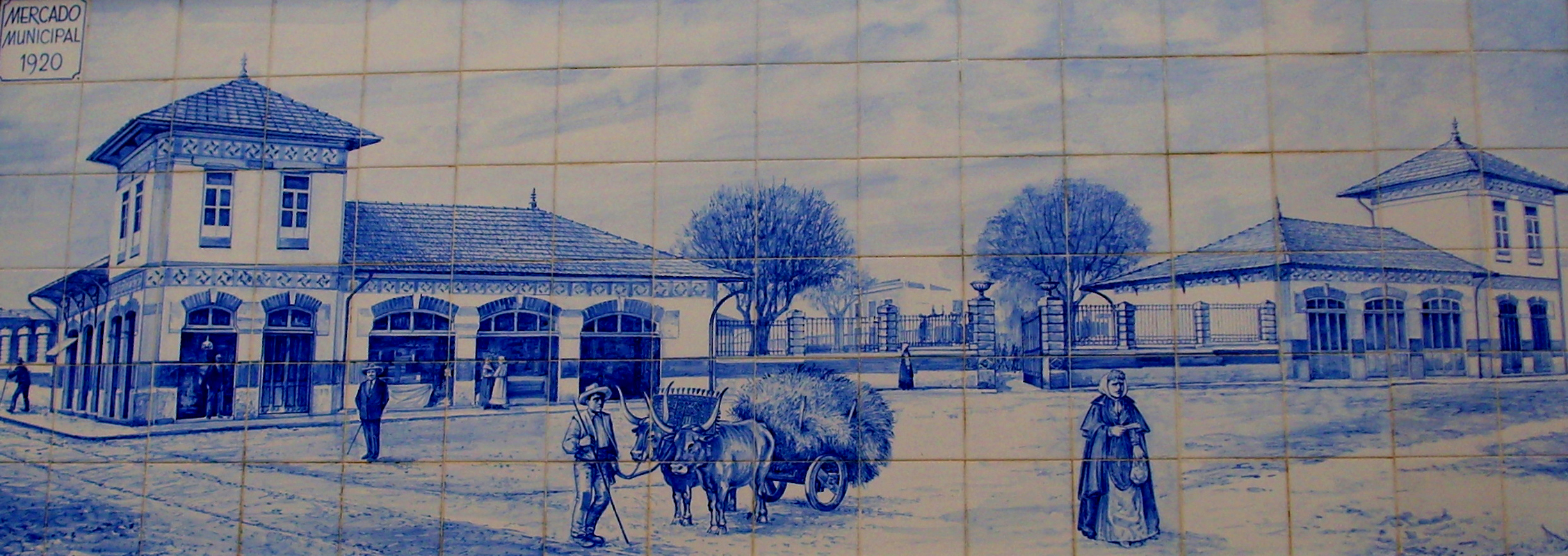
Entrada do mercado público em 1920. É a parte do mercado que ainda hoje se preserva.

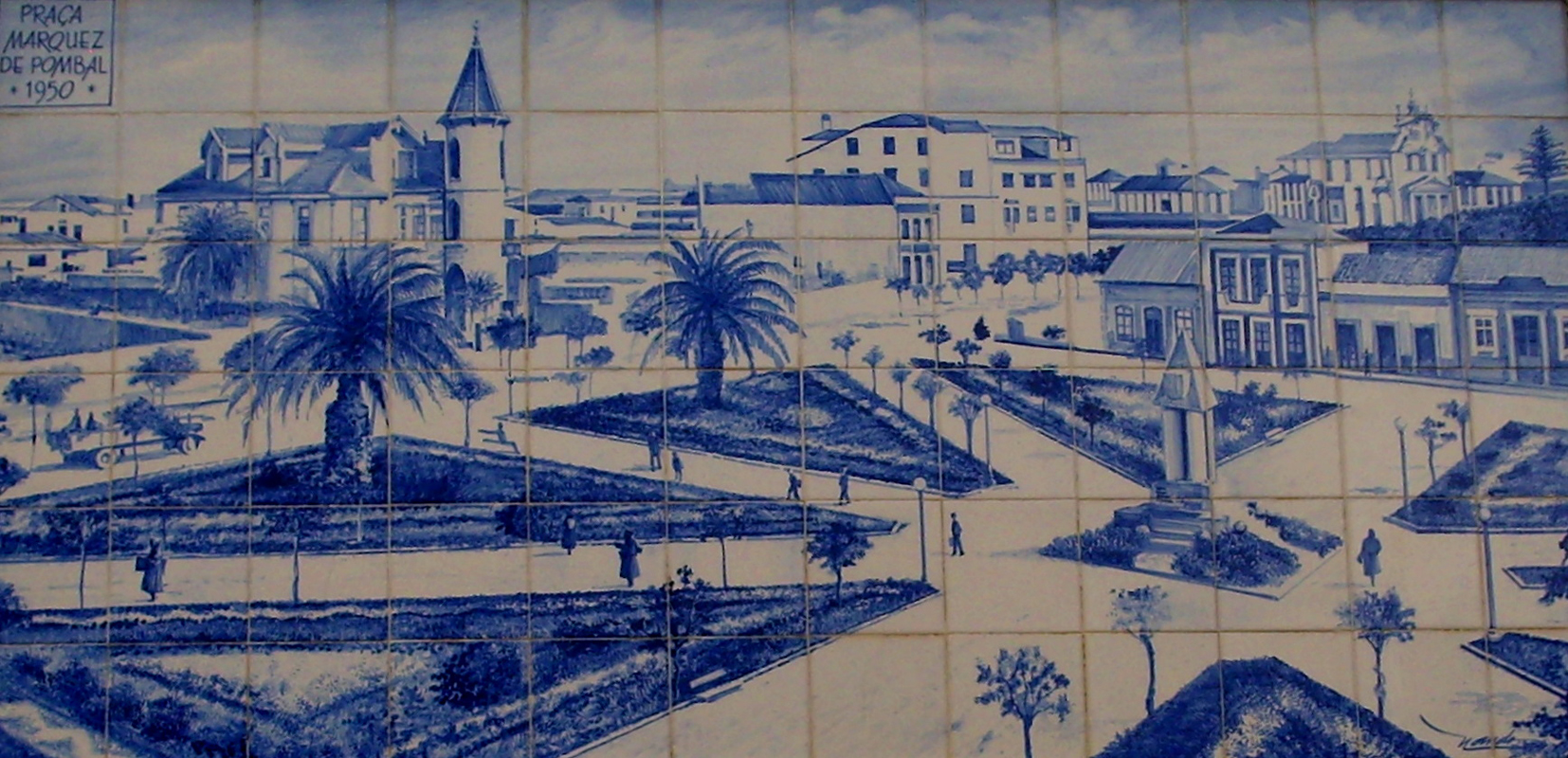
Antigos jardins da Praça Marquês de Pombal.

Com a chegada de David Alves à Câmara, este nota que o espaço é demasiado pequeno e decide a construção do mercado num espaço maior, a Praça do Marquês de Pombal. Foi convidado o arquitecto Ventura Terra, um dos maiores arquitectos portugueses da altura. 
O novo mercado é inaugurado em 31 de Janeiro de 1904. O mercado encontrava-se rodeado de quatro torreões e no largo central encontrava-se o mercado público onde eram vendidos produtos frescos de produção local, do porto da Póvoa chegava o peixe e da Póvoa rural chegavam os produtos hortícolas, tais como a batata ou a cenoura. Em 18 de Abril de 1904, o Mercado passou a designar-se Mercado David Alves, em homenagem ao seu impulsionador.
Na década de 1970 é decidida a construção de um mercado abrigado, o projecto é do arquitecto Campos Matos, edifício com 6 499 m², distribuídos por dois pisos, as obras iniciam-se em 1979 e o novo mercado foi inaugurado em 2 de Julho de 1982, com a construção terminada em Janeiro desse ano. O edifício obrigou à demolição dos torreões que ladeavam a praça pelo norte e do Jardim público que confrontava com a Avenida Mouzinho de Albuquerque e diminuição física do espaço da praça. Os que ladeavam a Praça pelo sul continuaram a ser usados para comércio e a sua manutenção foi decidida para preservação da memória local, assim como do portão de ferro e respectivo muro gradeado. 
Em 1996, a Câmara Municipal recupera os torreões que restaram. Políticos locais sugerem a reconstrução dos torreões demolidos no projecto de revitalização do mercado, com importância para a economia tradicional local. No São Pedro de 2009, a câmara apresenta um novo projecto para a Praça, no qual recupera os torreões e o jardim perdidos, devido a consenso alargado na sociedade, e cria um novo edifício abrigado, mais pequeno com menor impacto na praça.
Entre 1920 e 1932 funcionou ali a Biblioteca da Póvoa de Varzim numa dependência da Escola Rocha Peixoto, que também tinha ali funcionado.

## Morfologia urbana
O Monumento aos Mortos da Grande Guerra no Jardim da Praça do Marquês, estava anteriormente na Praça do Almada, onde está hoje a de Eça de Queiroz. A Estátua de David Alves, em frente ao Monumento, é colocada em 16 de Junho de 1999 e é da autoria da escultora Margarida Santos, comemorando os projectos relevantes que este idealizou para a cidade no século XIX, onde se inclui o mercado público.

### Património
- Praça Marquês de Pombal (espaço livre de interesse patrimonial)
- Antigo Posto da J.A.E. (hoje um quiosque)
- Palacete do Postiga (esquadra da PSP)
- Torreões do Antigo Mercado de David Alves
- Pensão Peninsular
- A Familiar (antiga sede da Familiar Poveira, Associação de Socorros Mútuos)